# Claudio Pizarro
Claudio Miguel Pizarro Bosio (Callao, 3 oktober 1978) is een Peruviaans voormalig betaald voetballer die doorgaans in de aanval speelde. Pizarro debuteerde in 1999 in het Peruaans voetbalelftal, waarvoor hij vierentachtig interlands speelde.

## Carrière
Pizarro  speelde in eigen land voor Deportivo Pesquero Chimbote (1996–1997) en Alianza Lima (1998–1999). Na twee seizoenen bij Werder Bremen (1999–2001) tekende hij een contract bij Bayern München. Hiermee won Pizarro in december 2001 de wereldbeker voor clubteams en in 2003 en 2005 zowel de landstitel als de DFB-Pokal. Na een seizoen bij Chelsea keerde hij terug naar Werder Bremen, eerst op huurbasis en vervolgens definitief. In het shirt van Werder werd hij met negen doelpunten topscorer van de UEFA Europa League 2009/10, samen met Óscar Cardozo. Ook is hij de speler met de meeste Europese doelpunten voor Werder Bremen (29).
Pizarro evenaarde op zaterdag 8 mei 2010 het record van Giovane Élber als meest scorende buitenlander in de Bundesliga ooit. Die dag maakte hij tegen Hamburger SV zijn 133ste doelpunt in 283 wedstrijden voor Werder Bremen, Bayern München en opnieuw Werder Bremen. Élber kwam tot dat totaal in 256 wedstrijden in de Bundesliga. Op 30 maart 2013 maakte Pizarro vier doelpunten in een wedstrijd, tegen Hamburger SV. Zijn team Bayern München won met 9–2. In 2013 wist Pizarro, na eerder de wereldbeker voor clubteams te hebben gewonnen, de UEFA Champions League, de UEFA Super Cup en het FIFA WK voor clubs te winnen. Dat seizoen werden ook de DFB-Pokal en Bundesliga gewonnen.
Pizarro nam met zijn land deel aan de CONMEBOL Copa América in 1999, 2004, 2007 en 2015. In het Peruviaans voetbalelftal speelde hij dertien wedstrijden in het kwalificatietoernooi voor het wereldkampioenschap voetbal 2014, waarin hij driemaal trefzeker was. Op 16 februari 2019 werd hij de oudste speler ooit die wist te scoren in de Bundesliga door tegen Hertha BSC Berlin met een vrije trap in de 96e minuut de gelijke stand op het scorebord te brengen.
Nadat Werder Bremen zich op 6 juli 2020 voor degradatie wist te behoeden in de play-offs tegen FC Heidenheim, nam Pizarro afscheid van het betaalde voetbal.

## Clubstatistieken
| Seizoen | Club                        | Competitie               | Wed. | Goals |
| ------- | --------------------------- | ------------------------ | ---- | ----- |
| 1996    | Deportivo Pesquero Chimbote | Primera División Peruana | 25   | 8     |
| 1997    | Deportivo Pesquero Chimbote | Primera División Peruana | 17   | 3     |
| 1998    | Alianza Lima                | Primera División Peruana | 22   | 7     |
| 1999    | Alianza Lima                | Primera División Peruana | 22   | 18    |
| 1999/00 | Werder Bremen               | Bundesliga               | 25   | 10    |
| 2000/01 | Werder Bremen               | Bundesliga               | 31   | 19    |
| 2001/02 | Bayern München              | Bundesliga               | 30   | 15    |
| 2002/03 | Bayern München              | Bundesliga               | 31   | 15    |
| 2003/04 | Bayern München              | Bundesliga               | 31   | 11    |
| 2004/05 | Bayern München              | Bundesliga               | 23   | 11    |
| 2005/06 | Bayern München              | Bundesliga               | 26   | 11    |
| 2006/07 | Bayern München              | Bundesliga               | 33   | 8     |
| 2007/08 | Chelsea                     | Premier League           | 21   | 2     |
| 2008/09 | → Werder Bremen (huur)      | Bundesliga               | 26   | 17    |
| 2009/10 | Werder Bremen               | Bundesliga               | 26   | 16    |
| 2010/11 | Werder Bremen               | Bundesliga               | 22   | 9     |
| 2011/12 | Werder Bremen               | Bundesliga               | 29   | 18    |
| 2012/13 | Bayern München              | Bundesliga               | 20   | 6     |
| 2013/14 | Bayern München              | Bundesliga               | 17   | 10    |
| 2014/15 | Bayern München              | Bundesliga               | 13   | 0     |
| 2015/16 | Werder Bremen               | Bundesliga               | 28   | 14    |
| 2016/17 | Werder Bremen               | Bundesliga               | 19   | 1     |
| 2017/18 | 1. FC Köln                  | Bundesliga               | 16   | 1     |
| 2018/19 | Werder Bremen               | Bundesliga               | 26   | 5     |
| 2019/20 | Werder Bremen               | Bundesliga               | 18   | 0     |
| Totaal  | Totaal                      | Totaal                   | 596  | 236   |

## Erelijst
| Competitie            |                |                                                      |                |                |
| Competitie            | Aantal         | Jaren                                                |                |                |
| Bayern München        | Bayern München | Bayern München                                       | Bayern München | Bayern München |
| --------------------- | -------------- | ---------------------------------------------------- | -------------- | -------------- |
| UEFA Champions League | 1x             | 2012/13                                              |                |                |
| UEFA Super Cup        | 1x             | 2013                                                 |                |                |
| FIFA Club World Cup   | 1x             | 2013                                                 |                |                |
| Intercontinental Cup  | 1x             | 2001                                                 |                |                |
| Bundesliga            | 6x             | 2002/03, 2004/05, 2005/06, 2012/13, 2013/14, 2014/15 |                |                |
| DFB-Pokal             | 5x             | 2002/03, 2004/05, 2005/06, 2012/13, 2013/14          |                |                |
| DFL-Supercup          | 1x             | 2012                                                 |                |                |
| DFB-Ligapokal         | 1x             | 2004                                                 |                |                |
| Werder Bremen         |                |                                                      |                |                |
| DFB-Pokal             | 1x             | 2008/09                                              |                |                |
| DFL-Supercup          | 1x             | 2009                                                 |                |                |